# Josef Maria Achermann
Josef Maria Achermann (* 29. Dezember 1856 in Buochs; † 27. September 1926 ebenda) war ein Schweizer Politiker. Von 1920 bis 1922 gehörte er dem Regierungsrat des Kantons Nidwalden an.

## Leben
Achermann wurde als Sohn des Ratsherrn (Kaspar) Remigi Achermann und der Anna Christen im Bächli in Buochs geboren. Er wurde wie sein Vater Landwirt auf dem Bauernhof Bächli.
Seine politische Karriere auf lokaler Ebene begann mit dem Einzug in den Gemeinderat im Jahr 1896. Ausserdem war er Kirchenrat, dessen Vorsteher (Kirchmeier) er wurde. Er wurde erst in seinen letzten Lebensjahren politisch auch auf kantonaler Ebene tätig. Er war zwischen 1920 und 1922 Regierungsrat. Er engagierte sich stark für die Landwirtschaft und war Mitglied der kantonalen Güterschatzungskommission und Präsident der kantonalen Viehschaukommission.
Achermann heiratete am 7. Oktober 1881 in Beckenried (Franziska) Agnes Wyrsch. Aus dieser Ehe stammen je drei Söhne und Töchter.